# Belle Knox
Belle Knox, nombre artístico de Miriam Weeks (Spokane, Washington; 9 de junio de 1995), es una actriz pornográfica estadounidense.
Debutó en la industria pornográfica en 2013, con tan solo 18 años de edad, para poder pagar sus estudios de educación superior en la Universidad de Duke. Luego de que compañeros de la Universidad comenzaran a difundir sus vídeos con la intención de humillarla públicamente, Knox decidió aparecer voluntariamente en los medios de comunicación y en las redes sociales con su verdadero nombre para contar su historia. Explicó que se consideraba feminista, pues su especialización es en estudios de la mujer (Women's Studies), y por qué elegía con gusto hacer cine para adultos, lo que aumentó su fama primero en su país y luego en el mundo.

## Premios y nominaciones
| Año  | Ceremonia   | Resultado | Categoría                                                   | Trabajo                                                  |
| ---- | ----------- | --------- | ----------------------------------------------------------- | -------------------------------------------------------- |
| 2014 | Fanny Award | Ganadora  | New Girl on the Bloxxxxxxfxck (Female Newcomer of the Year) | —                                                        |
| 2015 | AVN Award   | Nominada  | Best New Starlet                                            | —                                                        |
| 2015 | AVN Award   | Nominada  | Mainstream Star of the Year                                 | —                                                        |
| 2015 | XBIZ Award  | Nominada  | Best New Starlet                                            | —                                                        |
| 2015 | XBIZ Award  | Nominada  | Crossover Star of the Year                                  | —                                                        |
| 2015 | XBIZ Award  | Nominada  | Best Scene - All-Girl (with Lisa Ann & Nina Hartley)        | Lisa Ann's School of MILF 2: The Education of Belle Knox |
| 2015 | XBIZ Award  | Ganadora  | Marketing Campaign of the Year                              | —                                                        |
| 2015 | XRCO Award  | Nominada  | Mainstream Adult Media Favorite                             | —                                                        |

## Película biográfica
La película para la televisión de 2017 titulada «From Straight A’s to XXX» (De la nota más alta al porno) cuenta la historia de Miriam Weeks, interpretada por Haley Pullos, estudiante universitaria de la Universidad de Duke que se convierte en actriz porno para pagar sus gastos de matrícula. Pero cuando un estudiante descubre quién en verdad es, Miriam se enfrenta a amenazas de muerte y ciberacoso.